# Breaking Benjamin
Breaking Benjamin je americká rocková hudební skupina hrající alternative metal z města Wilkes-Barre, založena v roce 1999 zpěvákem a kytaristou Benjaminem Burnleym a bubeníkem Jeremym Hummelem. V první sestavě kapely byli také kytarista Aaron Fink a basista Mark James Klepaski.

## Historie

### Počátky kapely
Skupina byla založena v roce 1999 zpěvákem Benjaminem Burnleym a bubeníkem Jeremym Hummelem a rychle si získala mnoho místních přívrženců. Název „Breaking Benjamin“ vzešel z dřívějšího Benjaminovy sólového pokusu. Kdysi v jednom klubu zpíval písně Nirvany a upadl mu mikrofon a ten se rozbil. Osoba, které mikrofon patřil, přišla na pódium a řekla: 'Thanks to Benjamin for breaking my fucking mic.' (Díky Benjaminovi za rozbití mého zasraného mikrofonu.) V roce 1999 se kapela přejmenovala na „Plan 9.“, avšak ke konci roku 2000, po několika změnách v sestavení se vrátili k původnímu „Breaking Benjamin“. Dva Benjaminovi přátelé, Aaron Fink a Mark Klepaski, opustili svoji kapelu Lifer a přešli k Breaking Benjamin, jako kytarista a baskytarista.

### Saturate
Kapela podepsala v roce 2001 smlouvu s nahrávací společností Hollywood Records po úspěchu Breaking Benjamin EP, které vydali nezávisle a prodaly se všechny kusy, které byly vyrobeny (celkem jich bylo 2,000). S Hollywood Records vydali své první album nazvané Saturate 27. srpna 2002. Prvním singlem z alba byla píseň „Polyamorous“, která se poměrně často hrála v rádiích, avšak nezaujala masy. Video k této písni vyšlo ve dvou různých verzích. Následujícím singlem byl „Skin“, avšak ten byl ještě méně úspěšný než jeho předchůdce. Tuto píseň zahrála kapela v show „Jimmy Kimmel Live“. Posledním singlem byl „Medicate“ který poměrně úspěšný byl. Alba Saturate se prodalo přes 300,000 kusů.

### We Are Not Alone
29. června 2004 vydali Breaking Benjamin svoji další desku s názvem We Are Not Alone. Úvodním singlem byl „So Cold“, který se dostal na druhé místo v hitparádě Billboard Mainstream Rock chart. Stejně jako pro píseň „Polyamorous“ byla natočena dvě videa. Jedno z nich propagovalo film Hellboy. Úspěch písně „So Cold“ zajistil albu We Are Not Alone ke konci roku 2005 platinovou desku. Dalšími singly byly písně „Sooner or Later“ a nově nahraná verze písně „Rain“, kterou lze nalézt na pozdějších vydáních alba. I když se na druhé místo hitparády Mainstream Rock, v rádiích se hrála poměrně málo. K písni „Sooner or Later“ byl natočen videoklip a v rádiích se poměrně hrála. Později skupina vydala EP So Cold, které obsahuje živé verze písní „So Cold“ (akustická), „Breakdown“, „Away“a studiovou verzi písně „Blow Me Away“ (byla zařazena do videohry Halo 2) a „Lady Bug“.
V září 2004 byl z kapely vyhozen její zakládající člen a bubeník Jeremy Hummel. Dne 28. září 2005 na zbytek kapely a jejich management podal žalobu. Tvrdil, že nedostal peníze za písně, na jejichž autorství se podílel. Jako náhradu žádal o více než 8 milionů dolarů. Později na svých oficiálních stránkách uvedli, že žalobu vyřešili dohodou.

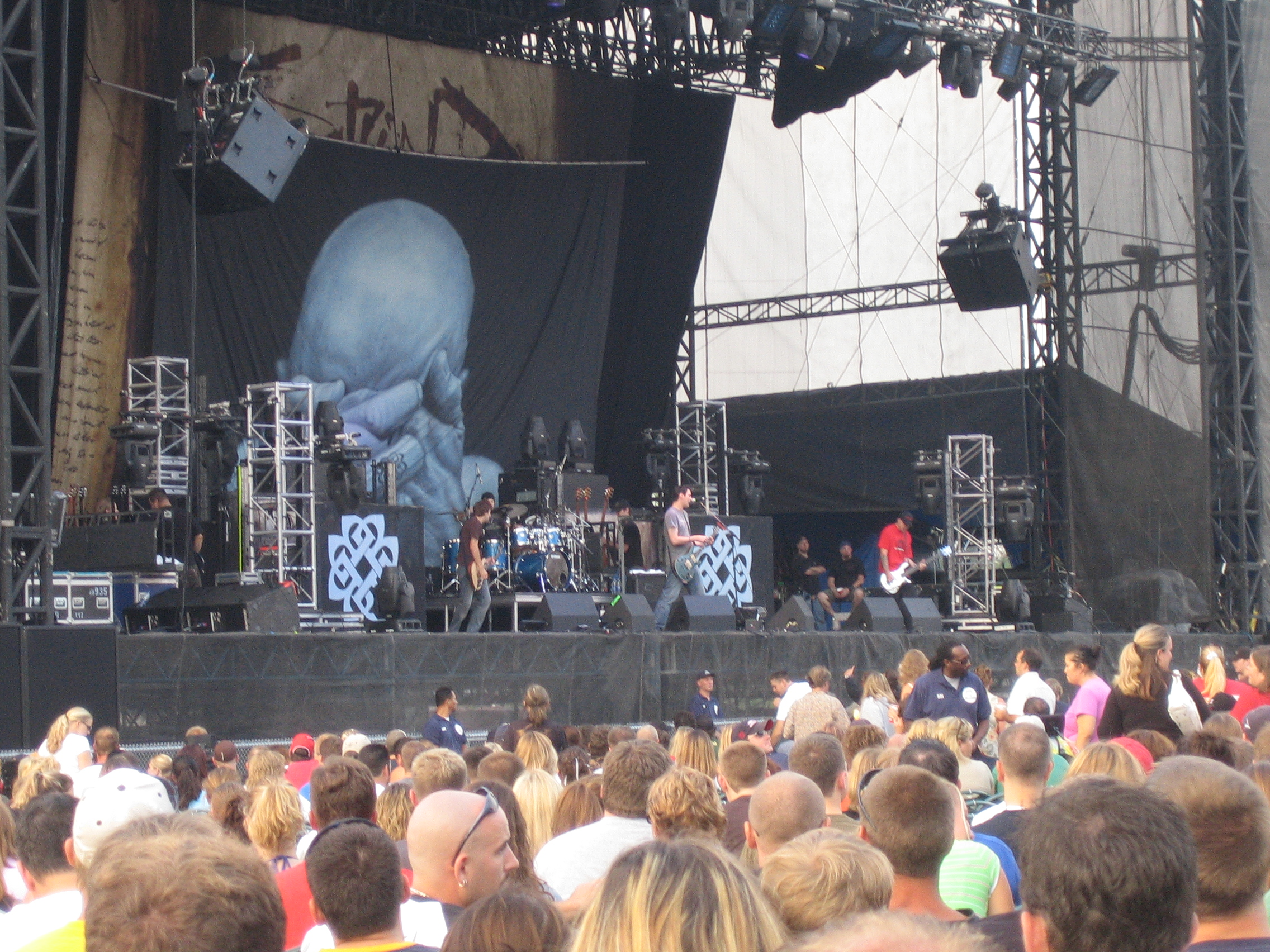
Skupina během vystoupení v roce 2005

### Phobia
Na podzim roku 2006 vyrazili na turné jako předskokani kapely Godsmack na turné “IV“ a koncertovali především na východě a až poté na západě. Některé z koncertů byly zrušené, nebo kompletně přenechané pouze pro Breaking Benjamin kvůli sporům. Mnoho z koncertů od 3. prosince bylo přesunutou kvůli nemoci některých členů. Poté se vydali na turné po USA s kapelami Three Days Grace a Nickelback.
Dne 4. března 2007, odvysílala americká stanice HDNet hodinový koncert BB v pensylvánském městě Bethlehem v Stabler Arena. Tento koncert je i na druhém vydání DVD Phobia. Dne17. dubna 2007 vydali BB znovu své album Phobia.
Singl z tohoto alba, „Breath“, se stal jejich prvním číslem 1 v hitparádě Billboard.
Dne 29. června 2007 se skupina objevila v show Jaye Lena a vystoupili s písní „Breath“. Dne 6. července 2007 s ní vystoupili taktéž, avšak v show Craiga Fergusona. Dne 10. července 2007 zveřejnila kapela svůj nejnovější singl „Until the End“ na svůj profil na MySpace.
Skupina v roce 2009 vydala čtvrté studiové album Dear Agony (2009).

### Přestávka a pokračování kapely

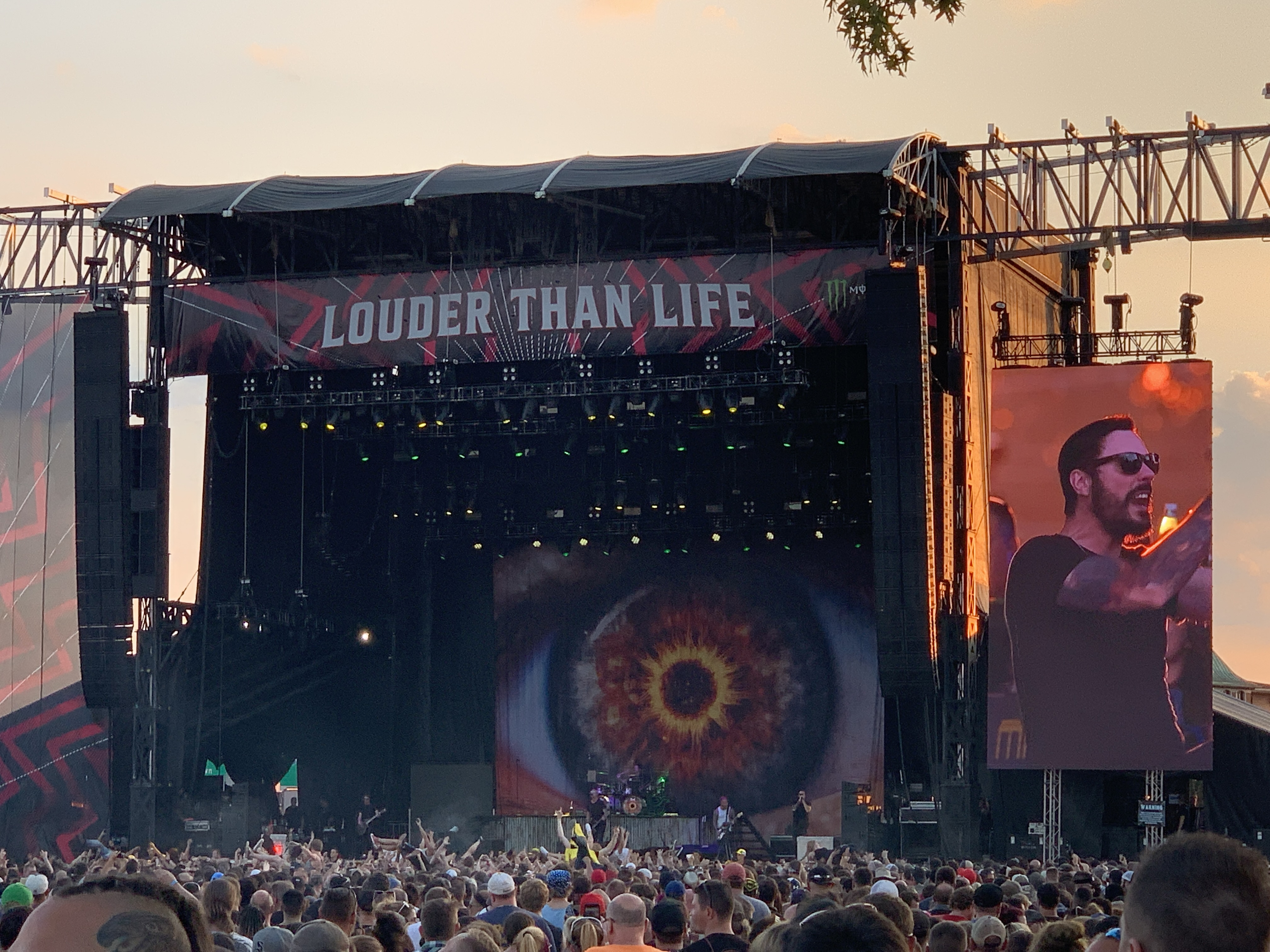
Breaking Benjamin v roce 2019

V roce 2010 skupina oznámila přestávku kvůli nemoci hlavního zpěváka. Během této přestávky vyšel kompilační album Shallow Bay: The Best of Breaking Benjamin (2011), které nebylo schváleno Benjaminem Burnleym, což vyvolalo právní spory uvnitř kapely a vedlo k propuštění Finka a Klepaskiho. 
Szeliga později v roce 2013 oznámil svůj odchod z kapely kvůli tvůrčím rozporům. Burnley zůstal jediným členem kapely až do konce roku 2014, kdy byla oznámena současná sestava, včetně basisty a doprovodného zpěváka Aarona Brucha, kytaristy a doprovodného zpěváka Keitha Wallena, kytaristy Jasena Raucha a bubeníka Shauna Foista. 
Kapela poté vydala alba Dark Before Dawn (2015) a Ember (2018), která debutovala na prvním a třetím místě žebříčku Billboard 200. Po těchto albech kapela vydala další kompilaci Aurora (2020), která obsahuje přepracované akustické verze starších skladeb a jednu novou originální skladbu.

## Členové

### Současní členové
- Benjamin Burnley – zpěv, rytmická kytara (1999–současnost)
- Jasen Rauch – sólová kytara, programování (2014–současnost)
- Keith Wallen – rhythm guitar, doprovodné vokály (2014–současnost)
- Aaron Bruch – basová kytara, doprovodné vokály (2014–současnost)
- Shaun Foist – bicí, programování (2014–současnost)

#### Bývalí členové
- Jeremy Hummel – bicí (1999–2004)
- Jason Davoli – basová kytara (1999)
- Jonathan "Bug" Price – basová kytara (2001)
- Aaron Fink – sólová kytara (2002–2011)
- Mark James Klepaski – basová kytara (2002–2011)
- Chad Szeliga – bicí (2005–2013)

#### Členové při turné
- Kevin Soffera – bicí (2004)
- Ben "BC" Vaught – bicí (2004–2005)

## Diskografie

### Studiová alba
- Saturate (2002)
- We Are Not Alone (2004)
- Phobia (2006)
- Dear Agony (2009)
- Dark Before Dawn (2015)
- Ember (2018)